# یوزف دوبروفسکی
یوزف دوبروفسکی (چکی: Josef Dobrovský؛ ۱۷ اوت ۱۷۵۳ – ۶ ژانویهٔ ۱۸۲۹) زبان‌شناس، مورخ و کشیش کاتولیک اهل چک بود.